# Aja
Az 1977-es Aja a Steely Dan hatodik nagylemeze. Az együttes legtöbb példányban eladott albuma lett, az Egyesült Államokban a 3., az Egyesült Királyságban pedig az 5. helyig jutott a listákon. Ez volt az együttes első platinalemeze. 1978-ban a Legjobban hangszerelt nem klasszikus felvétel kategóriában nyert Grammy-díjat. 2003-ban 145. lett a Rolling Stone magazin Minden idők 500 legjobb albuma listáján. Szerepel az 1001 lemez, amit hallanod kell, mielőtt meghalsz című könyvben.

## Az album dalai
| 1. | Black Cow    | Walter Becker, Donald Fagen | 5:10 |
| 2. | Aja          | Becker, Fagen               | 7:57 |
| 3. | Deacon Blues | Becker, Fagen               | 7:37 |

| 4. | Peg            | Becker, Fagen | 3:57 |
| 5. | Home at Last   | Becker, Fagen | 5:34 |
| 6. | I Got the News | Becker, Fagen | 5:06 |
| 7. | Josie          | Becker, Fagen | 4:33 |

## Közreműködők
- Donald Fagen – szintetizátor, billentyűk, ének, háttérvokál, fütty
- Walter Becker – basszusgitár, gitár, elektromos gitár, ének
- Chuck Rainey – basszusgitár
- Timothy B. Schmit – ének
- Paul Griffin – billentyűk, elektromos zongora, ének, háttérvokál
- Don Grolnick – billentyűk, clavinet
- Michael Omartian – zongora, billentyűk
- Joe Sample – billentyűk, elektromos zongora, clavinet
- Larry Carlton – gitár, elektromos gitár
- Denny Dias – gitár
- Jay Graydon – gitár, elektromos gitár
- Steve Khan – gitár
- Dean Parks – gitár
- Lee Ritenour – gitár
- Pete Christlieb – fuvola, tenorszaxofon
- Chuck Findley – kürt, rézfúvós hangszerek
- Jim Horn – fuvola, szaxofon
- Richard "Slyde" Hyde – harsona
- Plas Johnson – fuvola, szaxofon
- Jackie Kelso – fuvola, kürt, szaxofon
- Lou McCreary – rézfúvós hangszerek
- Bill Perkins – fuvola, kürt, szaxofon
- Tom Scott – karmester, fuvola, tenorszaxofon, lyricon
- Wayne Shorter – fuvola, tenorszaxofon
- Bernard Purdie – dob (Home at Last, Deacon Blues)
- Steve Gadd – dob (Aja)
- Ed Greene – dob (I Got the News)
- Paul Humphrey – dob (Black Cow)
- Jim Keltner – ütőhangszerek, dob (Josie)
- Rick Marotta – dob (Peg)
- Gary Coleman – ütőhangszerek
- Victor Feldman – ütőhangszerek, zongora, billentyűk, elektromos zongora, vibrafon
- Venetta Fields – ének, háttérvokál
- Clydie King – ének, háttérvokál
- Rebecca Louis – ének, háttérvokál
- Sherlie Matthews – ének, háttérvokál
- Michael McDonald – ének, háttérvokál

## Helyezés

### Album
| Év   | Lista      | Helyezés |
| ---- | ---------- | -------- |
| 1977 | Pop Albums | 3        |

### Kislemezek
| Év   | Kislemez     | B-oldal        | Katalógusszám | Lista                 | Helyezés |
| ---- | ------------ | -------------- | ------------- | --------------------- | -------- |
| 1978 | Peg          | I Got the News | ABC 12320     | Billboard Pop Singles | 11       |
| 1978 | Deacon Blues | Home at Last   | ABC 12355     | Billboard Pop Singles | 19       |
| 1978 | Josie        | Black Cow      | ABC 12404     | Billboard Pop Singles | 26       |

## Fordítás
Ez a szócikk részben vagy egészben az Aja (album) című angol Wikipédia-szócikk ezen változatának fordításán alapul.  Az eredeti cikk szerkesztőit annak laptörténete sorolja fel. Ez a jelzés csupán a megfogalmazás eredetét és a szerzői jogokat jelzi, nem szolgál a cikkben szereplő információk forrásmegjelöléseként.